# Cremastinae
Cremastides
Sous-famille
Les Cremastinae sont une sous-famille d'insectes hyménoptères de la famille des Ichneumonidae.

## Classification

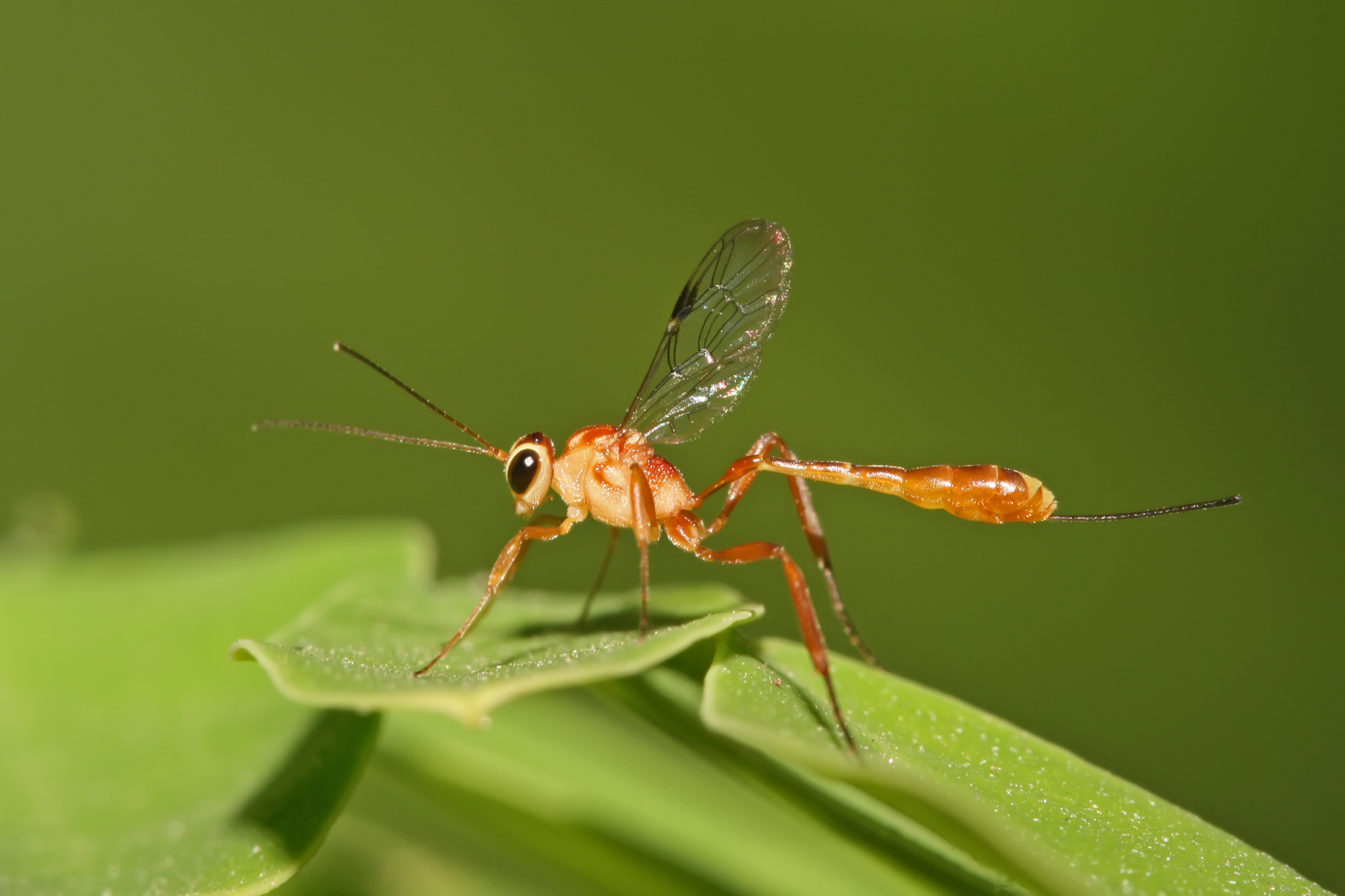
Cremastinae.

La sous-famille des Cremastinae a été créée décrite par Arnold Förster en 1869,.

## Présentation
Les Cremastinae sont des guêpes parasites mondiales et des endoparasitoïdes des Lépidoptères et, parfois, des larves de Coleoptera dans les tunnels, les enroulements, les bourgeons et les galles.

## Liste de genres
Selon BioLib en 2023, la liste des genres est :
- Celor Kokujev, 1901
- Cremastus Grevenhorst, 1829
- Dimophora Foerster, 1868 avec deux espèces fossiles : 
  - Dimophora longicornis Théobald, 1937
  - Dimophora wickhami Cockerell, 1919[2]
- Eucremastoides Kolarov, 1980
- Eucremastus Szépligeti, 1905
- Gahus Gauld, 1984
- Nothocremastus Dasch, 1979
- Pristomerus Curtis, 1836
- Pseudocremastus Szépligeti, 1905
- Pycnoflatsor Narolsky & Schönitzer, 2001
- Temelucha Foerster, 1868
- Trathala Cameron, 1899
- Xiphosomella Szépligeti, 1905

## Genres fossiles
Selon BioLib et Paleobiology Database en 2023, le nombre de genres fossiles est de un :
- Acourtia Cockerell, 1921[2]

### Publication originale
- (en) A. Förster, Synopsis der Familien und Gattungen der Ichneumonen, vol. 25, coll. « Verhandlungen des Naturhistorischen Vereines der Preussischen Rheinlande und Westphalens », 1869, 135-221 p.